# Donauweibchen
Donauweibchen, op. 427, är en vals av Johann Strauss den yngre. Den spelades första gången den 8 januari 1888 i Gyllene salen i Musikverein i Wien. 

## Historia
I februari 1887 började Johann Strauss komponera en operett som inte följde det vanliga mönstret. Simplicius byggde på Hans Jakob Christoffel von Grimmelshausens roman Den äventyrlige Simplicissimus (1668) om det Trettioåriga kriget. Den hade premiär den 17 december 1887 på Theater an der Wien med Strauss själv som dirigent. I början av andra akten reste sig en dam på främre parketten och ropade att det luktade brandrök. Endast sex år hade gått sedan Ringtheater brunnit ned med hundratals dödsoffer. Tumult uppstod och folk trängdes för att komma till utgångarna. Några hundratal hann lämna salongen innan Strauss höjde taktpinnen och fortsatte musiken. Den kvarvarande publiken lugnade sig och föreställningen kunde slutföras. Det spekulerades i att en av barnstatisterna kommit för nära en gaslåga med en hattfjäder, men inget sådant framkom under den kommande polisutredningen. Musiknumret som Strauss valde att spela var eremitens romans (Nr 12) i akt II; "lch denke gern zurück".
Valsen Donauweibchen bygger dels på eremitens romans, dels på refrängen till kvartetten (Nr 15) i akt III som handlar om en sjöjungfru (tyska: Fluss Nixe) som kunde vålla besvär för sjömännen på Donau. Inledningen till valsen är hämtad från det parti i operetten där de fångna svenskarna sjunger om kyrkklockorna i Stockholm. Valsen spelades första gången den 8 januari 1888 vid en av Eduard Strauss söndagskonserter i Musikverein.

## Om valsen
Speltiden är ca 8 minuter och 51 sekunder plus minus några sekunder beroende på dirigentens musikaliska tolkning.
Valsen var ett av sju verk där Strauss återanvände musik från operetten Simplicius:
- Donauweibchen, Vals, Opus 427
- Reitermarsch, Marsch, Opus 428
- Simplicius-Quadrille, Kadrilj, Opus 429
- Soldatenspiel, Polka-française, Opus 430
- Lagerlust, Polkamazurka, Opus 431
- Muthig Voran, Schnellpolka, Opus 432
- Altdeutscher Walzer, Vals, utan opusnummer

## Weblänkar
- Donauweibchen i Naxos-utgåvan.